# Alphitonia
Alphitonia là một chi thực vật có hoa thuộc họ Táo (Rhamnaceae), chứa khoảng 15 loài ở vùng nhiệt đới Đông Nam Á, châu Đại Dương và Polynesia.

## Đặc điểm
Cây gỗ hoặc cây bụi. Lá mọc so le, có gân lông chim. Các lá hình mác giống như da mọc so le, dài khoảng 12 cm. Các mép lá nhẵn bóng. Hệ gân lá lông chim. Chúng có các cụm lông màu trắng đến màu gỉ sắt ở mặt dưới phiến lá. Cuống lá nhỏ hơn một phần tư chiều dài của phiến lá. Có lá kèm. Cụm hoa chùm mang xim hai ngả, có nhiều hoa. Các hoa nhỏ tạo thành các cụm đầu cành hoặc ở nách lá gồm các hoa nhỏ màu kem nở vào mùa xuân. Hoa lưỡng tính. Có chén hoa. Hoa mẫu 5, gồm 5 lá đài, 5 cánh hoa và 5 nhị hoa. Bầu nhụy hạ. Quả nang hình cầu hoặc hình trứng rộng, chứa 2 - 3 nang, mỗi nang chứa 1 hạt, không mọng thịt; vỏ quả ngoài dày; hạt có vỏ mỏng, màu nâu ánh đen. Quả nang thường mang phần tồn tại của hoa.
Các loài Alphitonia bị ấu trùng của loài bướm đêm Aenetus mirabilis (họ Hepialidae) ăn. Chúng chỉ ăn những cây này. Chúng đào theo chiều ngang vào thân cây, sau đó đào xuống theo chiều dọc.

## Từ nguyên
Tên chi có nguồn gốc từ álphiton nghĩa là "bột lúa mạch" trong tiếng Hy Lạp, liên quan đến chất lượng bột của lớp vỏ quả giữa (một trong những thành phần của quả) từ những cây này. Một cách hiểu khác là "bột lúa mạch nướng" ám chỉ đến lớp bột màu đỏ bao quanh các tế bào cứng của quả.

## Các loài
Danh sách loài lấy theo Plants of the World Online:
- Alphitonia carolinensis Hosok., 1942: Quần đảo Caroline.
- Alphitonia excelsa (Fenzl) Reissek ex Benth., 1863: Từ miền nam New Guinea đến miền bắc và miền đông Australia.
- Alphitonia ferruginea Merr. & L.M.Perry, 1939: New Guinea.
- Alphitonia franguloides A.Gray, 1854: Fiji.
- Alphitonia incana (Roxb.) Teijsm. & Binn. ex Kurz, 1873: Từ Sulawesi đến Papuasia.
- Alphitonia macrocarpa Mansf., 1928: Từ New Guinea đến quần đảo Bismarck.
- Alphitonia marquesensis F.Br., 1935: Quần đảo Marquises.
- Alphitonia neocaledonica (Schltr.) Guillaumin, 1911: New Caledonia.
- Alphitonia oblata A.R.Bean, 2010: Queensland.
- Alphitonia petriei Braid & C.T.White, 1925: Từ miền bắc và miền đông Queensland tới đông bắc New South Wales.
- Alphitonia philippinensis Braid, 1925 - Tai tượng trắng hoặc hàn tảu đẻn. Borneo, Campuchia, Hải Nam, Philippines, Việt Nam.
- Alphitonia pomaderroides (Fenzl) A.R.Bean, 2006: Từ đông bắc Lãnh thổ Bắc Úc tới miền bắc Queensland.
- Alphitonia ponderosa Hillebr., 1888: Quần đảo Hawaii.
- Alphitonia whitei Braid, 1925: Miền bắc Queensland.
- Alphitonia zizyphoides (Sol. ex Spreng.) A.Gray, 1854: Các đảo ở miền nam Thái Bình Dương; bao gồm quần đảo Cook, Fiji, Niue, Samoa, quần đảo Society, Tonga, Vanuatu, quần đảo Wallis-Futuna.